# Corica
Corica is een geslacht van straalvinnige vissen uit de familie van haringen (Clupeidae).

## Soorten
- Corica laciniata Fowler, 1935
- Corica soborna Hamilton, 1822